# Petersberg (Saalekreis)
Petersberg település Németországban, azon belül Szász-Anhalt tartományban. Lakosainak száma 9267 fő (2023. december 31.). Petersberg Wettin-Löbejün és Landsberg községekkel határos.

## Népesség
A település népességének változása:
| Lakosok száma | 9677 | 9605 | 9504 | 9332 | 9366 | 9267 |
|               | 2015 | 2017 | 2019 | 2021 | 2022 | 2023 |